# Encsencs
Encsencs är en ort i Ungern.   Den ligger i provinsen Szabolcs-Szatmár-Bereg, i den nordöstra delen av landet, 230 km öster om huvudstaden Budapest. Encsencs ligger 153 meter över havet och antalet invånare är 2 087.
Terrängen runt Encsencs är mycket platt, och sluttar österut. Runt Encsencs är det ganska glesbefolkat, med 34 invånare per kvadratkilometer. Närmaste större samhälle är Nyírbátor, 11,2 km norr om Encsencs. Omgivningarna runt Encsencs är en mosaik av jordbruksmark och naturlig växtlighet.